# 무신론

무신론의 상징

무신론(無神論, 영어: Atheism, 고대 그리스어: ἄθεος:아테오스)은 큰 의미에서 신의 존재에 대한 신앙을 부정하거나,
신의 존재 자체를 인정하지 않는 사상이다.
무신론은 신을 비롯한 모든 영적인 존재를 부정하는 것을 골자로 한다.
무신론은 보통 일신교를 포함한 적어도 하나, 이상의 신의 존재를 인정하는 유신론의 반대 개념이다.
서양에서 무신론을 뜻하는 단어 ‘Atheism’은 “신이 없는”을 의미하는 고대 그리스어 ἄθεος(아테오스)에서 유래하였다. 또한 18세기 들어 전 세계로 퍼진 자유사상과 회의주의 그리고 증가하는 종교 범죄로 말미암아, 처음으로 스스로 무신론자임을 자처하는 사람이 나타나기 시작하였다. 그리하여 오늘날, 전 세계 인구의 약 2.3%가 무신론자, 11.9%가 불가지론자인 것으로 조사되었다. 특히 일본에서 64%에서 80%에 달하는 인구가 무신론자이거나 불가지론자, 무교자라고 응하였고, 독일의 잡지 슈피겔의 설문 조사에 따르면, 독일인 중 45%만이 신의 존재를 믿고 있다고 답했으며, 4분의 1만이 기독교를 믿는다고 조사되었다. 유럽 연합에서 무신론자의 수는 스웨덴(85%)과 덴마크(80%), 노르웨이(60%), 핀란드(60%) 등의 나라에서 높게 나타난 반면, 몰타와 폴란드, 루마니아, 키프로스 등지에서는 유신론자의 비율이 절대 다수를 차지하였고, 무신론자가 종교인보다 평균 지능 지수가 높은 것으로 조사되었다. 대한민국에서는 약 30%에서 52%가 무신론자이거나 불가지론자라고 대답하였다.
무신론자들은 경험주의에만 기댈 뿐 실증이 부족한 초자연주의에 대해서는 회의주의를 가지는 경향이 있다. 또한 보편적인 이론적 해석으로 악의 문제, 계시의 불일치 논증 그리고 무신앙 논증 등을 통하여 그 어떤 신이나 귀신도 믿지 않는다. 그 외의 무신론 논증들은 철학에서부터 사회학, 역사학까지 다양하다. 어떤 무신론자들은 인본주의나 이성주의, 자연주의와 같은 세속주의적인인 경향이 있기도 하지만, 무신론자들은 공통된 특정 이념이나 행동 양식을 신봉하지 않는다.
무신론은 대부분 비종교적이고 세속주의적이나, 신을 믿지 않는 종교인 자이나교나 불교와 같이 일종의 종교적 믿음의 형태로 발견되는 경우도 있다. 이븐 알 라완디 등은 겉으론 종교를 믿는 척하면서 기적 등을 비판하고 무함마드를 사기꾼처럼 보기도 했다. 힌두교도 무신론을 일정 부분 포함하지만 무신론적 종교라고 보기는 힘들다.

## 어원

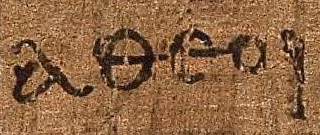
3세기 초 문헌 파피루스 46의 에베소서에 등장한 고대 그리스 단어 αθεοι (atheoi). 주로 "신이 없는 (자)"란 의미로 해석된다.

초기 고대 그리스에는 탈격 a(ἀ-)와 신을 뜻하는 단어 θεός가 합쳐져 '신이 없는'이란 의미의 부사 (ἄθεος(아테오스)가 존재했다. 이는 불경하거나 신앙심이 없는 행동을 비난하는 의미로 사용되었으나 기원전 5세기 경부터 신중하고 활동적인 무신론적 의미, 즉 '신을 거부함' 또는 '신과의 관계를 단절한'이란 의미를 나타내기 시작했다. ἀσεβής(아세베스)는 한 지역의 신을 거부하거나 다른 신을 믿는 사람들, '배교자'를 뜻한다. 현대에는 고대 단어 atheos를 때때로 '무신론의~'으로 해석하기도 한다. 추상명사인 '아테오테스'(ἀθεότης) 또한 '무신론'으로 해석되기도 한다. 키케로는 이 그리스 단어를 음차하여 라틴어 '아테오스'(atheos)로 수용하였다. 이 단어는 초기 기독교인과 고대 그리스 종교인간 토론에서 자주 등장하였는데, 서로를 헐뜯고 경멸하는데에 사용되었다.
고대 그리스어에서 유래하여 라틴어와 프랑스어(athée)를 거친 단어 atheist(무신론자)는 "신의 존재를 불신하거나 거부하는 자"라는 의미이다. 단어 atheism은 문헌 최초로 1566년에 등장하며, 1571년에 다시 등장한다. 영어 단어Atheist는 최소 1577년 초기부터 '불경한자'를 의미하는 단어로 사용되었다.atheism이란 단어는 프랑스어 athéisme에서 파생되었으며 영문학에서는 1586년부터 나타난다. 약 1534년의 초기 문학에서는 atheonism이란 단어가 사용되기도 했다.
무신론과 관계된 '이신론자'을 뜻하는 단어 deist는 1621년이 돼서야 등장하며,
'유신론자'를 의미하는 theist는 1662년 이후 문헌에서 발견된다.
'이신론' deism은 1675년에,
'유신론' theism은 1678년에 최초로 사용되었다. 당시에 이신론자와 유신론자라는 단어는 이미 현대적인 의미를 가지고 있었으며, '유신론'은 '이신론'과 대조되는 단어였다.
카렌 암스트롱에 따르면, 16, 17세기의 국가들에서 '무신론자'라는 단어는 여전히 논쟁의 대상이었으며, 그 누구도 스스로 무신론자라고 불리길 원하지 않았다. 17세기 중반에도 여전히 무신론이라는 단어는 '신을 믿지 않는다.'라는 의미를 지니는 것이 불가능했다고 추측된다. 당시에는 무신론에 현재의 '신'과 같은 개념이 성립되지 않았다.
무신론이란 단어가 최초로 일신교의 유일신을 거부하는 의미로 스스로 자인하는 데에 사용된 것은 18세기 후반 유럽에서이다. 20세기의 세계화와 함께 무신론은 세상의 모든 신적 존재를 거부한다는 의미로 확장되었다. 그럼에도 여전히 서구 사회에서의 '무신론'은 종종 유일신의 존재를 거부한다는 의미로 받아들여진다.
그러나 몇몇 무신론자들은 무신론이라는 단어에 회의적이기도 하다. 샘 해리스는 다음과 같이 주장하였다.
사실, '무신론'이란 단어는 존재해서는 안된다. 그 누구도 스스로 '무점성술자'나 '무연금술자'라고 스스로 정의하기를 필요로 하지 않는다. 우리에게 엘비스의 죽음이나 외계인이 농부나 가축을 성추행하기 위해 온 은하를 가로질러 왔다는 주장을 믿지 않는 사람을 위한 단어들은 없다. '무신론'이란 단어는 합리적인 사람들을 정당하지 않는 종교적 믿음의 지지자들로 만들려는 잡음에 지나지 않는다.

## 정의와 분류

본 도표는 약한 무신론과 강한 무신론, 암시적 무신론과 명시적 무신론 사이의 관계를 보여준다.

무신론을 어떻게 정의하고 분류할 것인지는 서로 일치하기 쉽지 않다. 초자연적 실체를 어떻게 적용해야할지, 신의 배제를 어떻게 의식해야하는지에 대한 많은 논쟁이 있다. 다른 형태의 무신론들을 수 많은 분류로 구분하려는 시도가 있어왔다.

### 범위
무신론에 대한 정의가 일치하지 않으며 모호한 것은 '영적 존재'와 '신'과 같은 단어의 의미를 일치시키기가 힘들기 때문이다. 수많은 신앙 체계 속의 신적 존재에 대한 믿음은 서로 다른 이념에 대한 믿음을 무신론으로 치부하였다. 가령 고대 로마 사람들은 자신들의 다신교를 믿지 않는 기독교인들을 무신론자라고 비난하였다. 20세기 들어서야 이러한 관점은 유신론이 다른 신앙들을 포함하기 시작하면서 차츰 사라졌다.
원론적으로 무신론은 모든 신적 존재와 영적 존재, 초자연적 존재, 초월적 존재를 부정하는 것이다.

### 암시적 무신론과 명시적 무신론
무신론의 정의는 무신론자들의 신앙에 대한 고려 사항의 정도에 따라 바뀐다. 무신론은 종종 단순히 신적 존재나 믿음을 부정하는 것을 포함하여 정의된다. 이러한 광범위한 정의는 갓난 아이나 신학에 노출된 적이 없는 다른 사람들을 포함한다. 1772년 계몽주의 사상가 폴 앙리 디트리히 돌바크는 그의 저서에서 "모든 어린이들은 무신론자로 태어나며, 그들은 신에 대한 개념이 없다."라고 하였다. 1979년 자유의지론 사상가인 조지 해밀턴 스미스 또한 비슷한 발언을 하였는데, "유신론에 노출된 적 없는 사람은 무신론자이다. 왜냐하면 그들은 신에 대한 믿음이 없기 때문이다. 어린이들과 아직 유신론을 알지 못하는 사람들을 이 부류에 포함한다. 이 아이들이 신을 믿지 않는다는 사실은 스스로 무신론자로서의 자격이 있다."라고 시사하였다. 스미스는 처음으로 개인 스스로 신적 존재 부정을 의식하는 것이 아니라 단순히 유신론을 알지 못하여 신을 믿지 않는 것을 '암시적 무신론'이라고 불렀다. '명시적 무신론'은 스스로 유신론을 이해하고 신적 존재를 부정하는 것을 의미한다. 어니스트 네이글은 스미스의 무신론에 대한 정의를 반박하였는데, 그는 명시적 무신론만을 진정한 무신론으로 인정하였다.

### 적극적 무신론과 소극적 무신론
앤터니 플루, 나 마이클 마틴 과 같은 철학자들은 적극적(강한) 무신론이란 명시적으로 신적 존재를 부정하는 것으로, 소극적인(약한) 무신론은 모든 비유신론적인 형태를 포함하는 것이라고 정의하였다. 이 분류 작업에 따르면 모든 비유신론적인 사람은 적극적 혹은 소극적 무신론으로 나뉜다. '강한 무신론'과 '약한 무신론'의 단어들은 1813년부터 철학적 문학 과 가톨릭 변증론에 등장했던 '적극적 무신론'과 '소극적 무신론' 단어에 비하여 최근에 유례되었다. 이 무신론의 경계에 따르면, 불가지론자들은 소극적 무신론자로 분류된다.
마이클 마틴은, 예를 들어, 무신론이 유신론보다 더 정당하지 않다고 생각하거나 유신론과 무신론을 동등하게 취급 하는 불가지론자들을 소극적 무신론자 라고 주장하였다. 때때로 무신론이 지식의 비한계성을 지지하거나 신의 존재를 부정하는 것에 대해 무신론이 유신론 만큼이나 맹신을 필요로 하는 것은 아니냐는 지적이 있다. 보통 무신론자들은 이 논쟁에 대해, 증명되지 않은 신앙적 명제들이 다른 모든 명제들 만큼 더 비신앙적이다는 것과 신의 존재에 대한 불확실성이 두 가능성을 동등한 명제로 의미하지는 않다는 것을 이용하여 반박한다.

## 철학

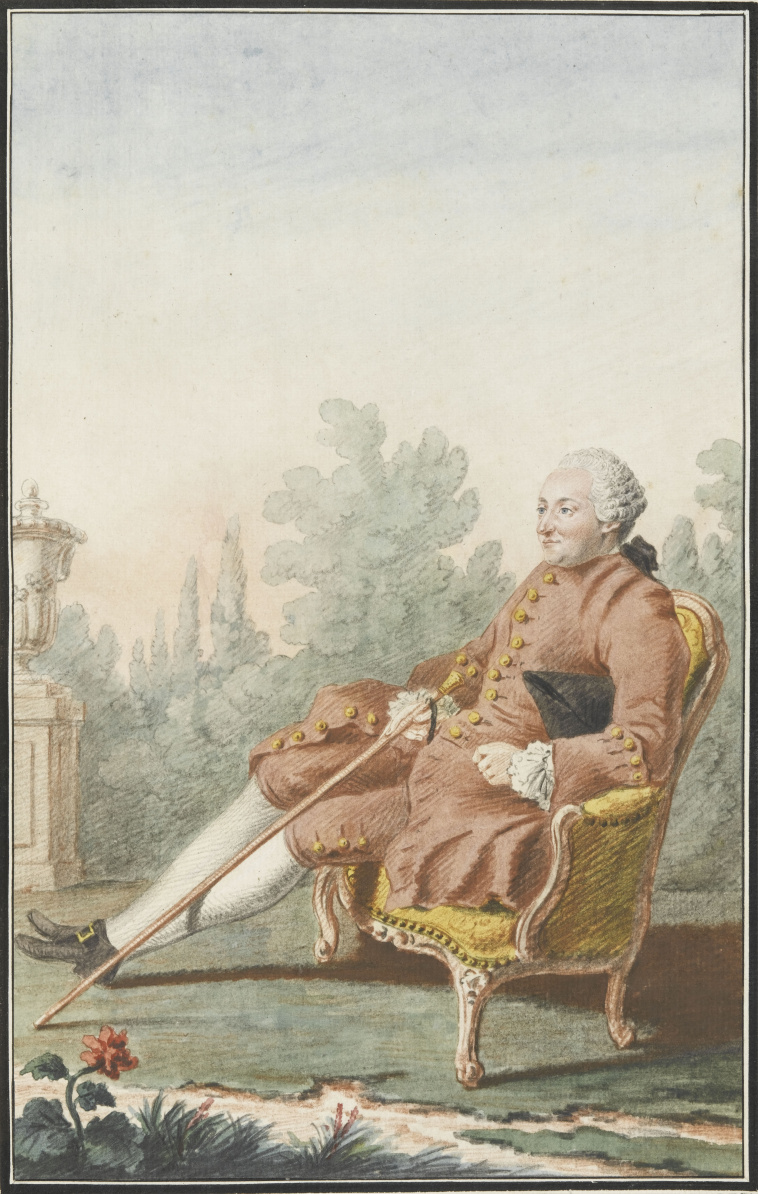
18세기의 대표적 무신론 지지자인 폴 앙리 디트리히 돌바크 "인간의 불행의 원천은 자연에 대한 무시에 있다. 비틀어진 내면에서 편견의 결과로 짜여진, 유아기때 굳어져버린 눈먼 의견을 적시기 위해 달라붙는 불굴의 의지는 거듭되는 오류를 선고하는 것처럼 보이는 거짓의 노예가 되는 것을 예방한다."

가장 널리 퍼진 무신론적 근거는 현실적 무신론과 이론적 무신론으로 구분된다.

### 현실적 무신론
현실적 혹은 실용적 무신론은 신이 존재와 관련 없이 개별적인 생명을 자연 현상으로 설명하려는 무관심론으로도 알려져있다. 신의 존재를 거부하는 것은 아니지만, 논증에 신의 존재가 필요하지도 않다. 현실적인 무신론은 과학계의 결론들과 함께 방법론적 자연주의 형식을 가진다.
현실적 무신론은 다음과 같은 형식을 포함할 수 있다.
- 종교적 동기의 부재. 즉 신은 도덕적 행동이나 종교적 행동을 비롯한 모든 행동의 동기를 부여하지 않는다.
- 지식 추구와 현실적인 행동으로 말미암아 발생하는 신과 종교상 문제의 적극적인 배제
- 종교와 신적 존재들의 문제에 그 어떤 흥미도 보이지 않는 무관심
- 혹은 신적 존재의 개념에 대한 무지[55]

### 이론적 무신론

#### 존재론적 논증
이론적 무신론은 신의 존재를 부정하는 논증을 명쾌하게 받아들이며, 지적설계 논증이나 파스칼의 내기와 같은 신의 존재를 위한 논증에 대응한다. 이론적 무신론은 주로 존재론, 더 엄밀하기는 물리주의에 해당한다.

#### 인식론적 논증
인식론적 무신론자들은 사람들이 신이나 신의 존재를 알아낼 수 없다고 주장한다. 인식론적 무신론의 기초는 다양한 형태의 불가지론이다. 내재론에 의하면 신은 인간의 정신과 의지를 포함한 세상(우주)과 불가분한 존재이다. 불가지론의 형태에 따르면 관점의 한계는 신의 존재에 대한 믿음으로부터 영향을 주는 모든 사물 방해한다. 칸트와 계몽시대의 합리적인 불가지론은 인간의 합리성으로 추론된 지식만을 수용하였다. 이러한 무신론의 형태는 이론적으로 신이 인식 불가능하며 그로 인해 신의 존재를 알 수 없다고 간주한다. 데이비드 흄의 사상에 기반한 회의론은 개인이 신의 존재를 확인할 수 있는 그 어떤 것도 절대적으로 불가능하다고 받아들였다. 그렇기 때문에 불가지론을 무신론으로 포함하는 것은 논쟁의 대상이다. 불가지론도 세상을 인식하는 독립된 개념으로 여겨진다.
무신론의 다른 논증들은 무관심론이나 실증주의를 포함하여 인식론이나 존재론으로 분류될 수도 있다. 신학적 비인지주의는 신의 존재에 대한 진술이 인식적으로 무의미하다고 간주한다. 이러한 여러 갈래의 주장을 과연 무신론이나 불가지론 둘 중 하나로 정확히 구별될 수 있는지는 여전히 논쟁 중이다. 철학자 앨프리드 에이어와 시어도어 드레인지는 신의 존재를 '가설'로서 수용한 두 입장의 구분을 거부하였다. 대신에 그들은 비인지주의라는 독립된 분류를 제안했다.

#### 형이상학적 논증
한 작가가 다음과 같이 말했다.
"형이상학적 무신론은... 형이상학적 일원론을 고수하는 모든 학설을 포함한다. 형이상학적 무신론은 각각에 해당할 것이다. 1) 절대적 : 신의 존재에 대한 명시적 거부는 유물론적인 일원론(고대와 현대를 비롯한 모든 유물론적인 경향)과 관련됐다. 2) 상대적: 절대적 존재를 수용했더라도 모든 철학에서의 신의 존재에 대한 암시적 거부는, 인격적인 신의 속성이 포함되지 않은 절대적 존재를 받아들인다. 상대적 무신론은 이상주의적 일원론(범신론, 만유내재신론, 이신론)과 관련되어있다."

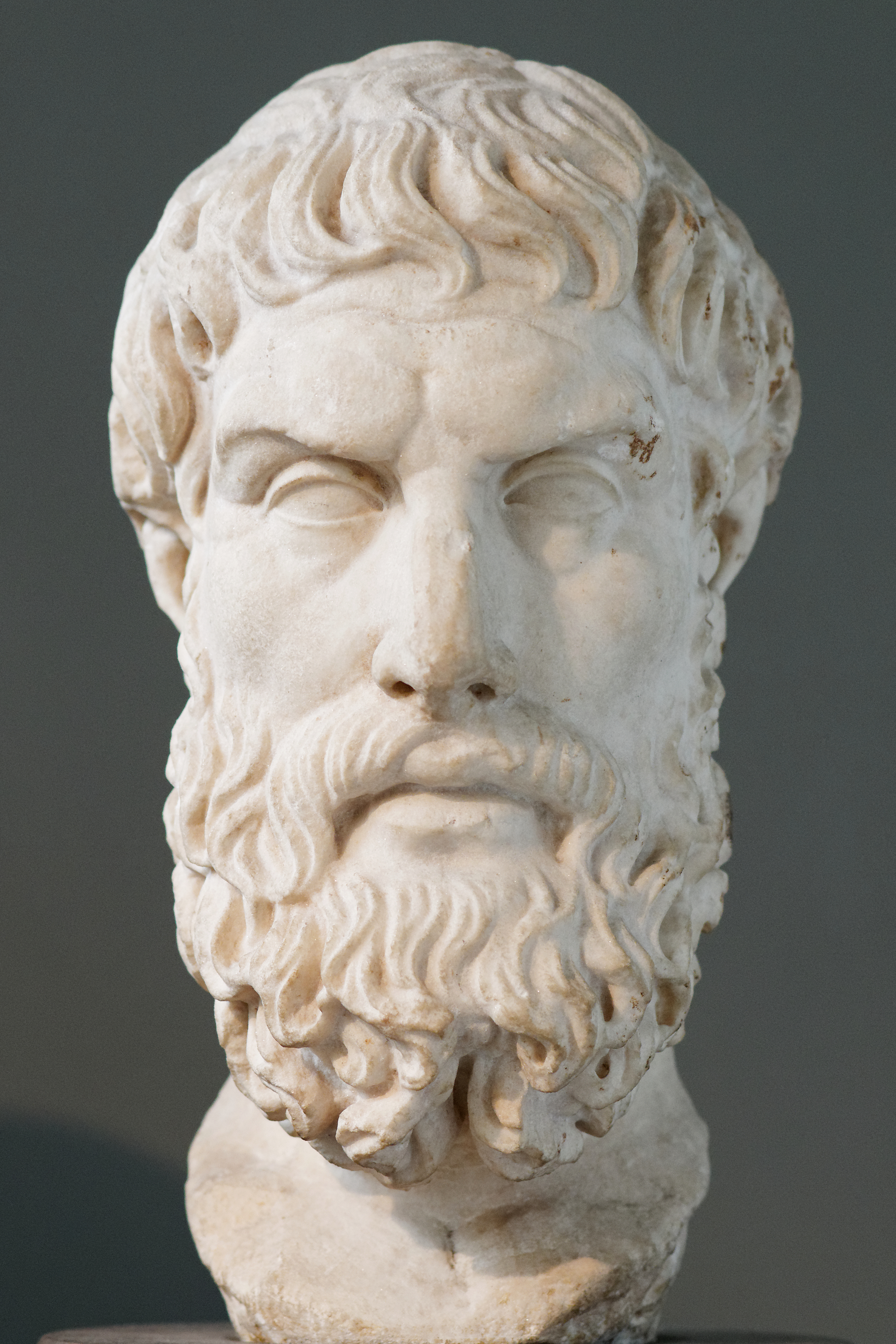
에피쿠로스는 최초로 악의 문제를 해설한 철학자이다. 데이비드 흄은 그이 저서에서 에피크로스의 논증을 인용하였다.
"신이 악을 막으려는 의지가 있지만 불가능하다면? 신은 무력하다. 신이 악을 막는 것이 가능함에도 의지가 없다면? 신은 악의적이다. 신이 악을 막을 수도 있고 의지도 있다면? 그렇다면 악은 어디에서 온 것인가? 신이 악을 막을 수도 없고 의지도 없다면? 그럼 왜 여전히 그를 신이라 불러야 하는가?"

#### 논리적 논증
논리적 무신론은 기독교의 인격적인 신과 같은 여러 신의 개념에 기반을 둔다. 가령 무신론자들은 완벽성, 창조자격, 불변성, 전지(全知), 전능(全能), 전선(全善), 편재, 초월성, 인간성, 비물질적, 정의, 자비 등 양립할 수 없는 특성들을 근거로 신의 존재를 부정하는 연역적인 논증을 제시한다.
변신론적인 무신론자들은 그들의 경험으로 일반적인 신의 특성과 신학자들의 신 사이에 조화가 이루어질 수 없다고 믿는다. 그들은 전지전능전선한 신은 악과 고통이 존재하는 세상과 양립할 수 없다고 주장한다. 비슷한 논증이 불교의 창시자인 싯다르타 고타마에 기인한다.

### 종교 비판
루트비히 포이어바흐와 지그문트 프로이트와 같은 철학자들은 신과 종교적 믿음은 정신적, 감정적인 욕구와 필요를 충족시키기 위한 인간의 발명품이라고 주장하였다. 이는 많은 불교 신자들의 관점과 유사하다. 포이어바흐의 영향을 받은 카를 마르크스와 프리드리히 엥겔스는 신앙과 종교는 노동자 계층을 억압하기 위한 사회 장치라고 여겼다. 미하일 바쿠닌은 "신의 존재에 대한 개념은 인간의 존재 이유와 정의에 대한 포기를 내포한다. 이는 가장 결정적인 인간의 자유에 대한 부정이며, 이론과 현실적으로 인류를 노예로 만드는 필연적인 결말이다"고 말했다. 그는 볼테르의 유명한 경구인 "만약 신이 존재하지 않는다면 우리는 신을 발명해야 한다."를 "만약 신이 존재한다면 우리는 신을 폐해야 한다."고 뒤집어 인용하였다.

### 대안
가치론 또는 건설적인 무신론은 가령 인류애와 같은 '더 절대적인 것'을 위해 신의 존재를 거부한다. 이러한 형태의 무신론은 인류애를 윤리와 삶의 가치의 원천으로 여기며, 신에게 의존하지 않고 도덕적 문제를 해결하게 한다. 마르크스와 프로이트는 해방과 성숙, 제한받지 않는 행복의 교훈을 전달하기 위하여 동일한 주장을 펼쳤다.
무신론자들의 주장과는 반대로 무신론에 대한 흔한 비판 중 하나는 신이 존재한다는 것에 대한 거부가 도덕적 타락을 가져온다거나 삶의 존재 이유가 사라진다고 하는 것이다. 블레즈 파스칼이 그의 저서에서 이러한 비판들과 같은 관점으로 접근하였다.

#### 무신론적 실존주의
프랑스의 철학자인 장 폴 사르트르는 신의 존재 부정에 덜 흥미를 보이는 대신 무신론적 실존주의의 대표자를 자처하였다. 사르트르는 그의 무신론적 사상의 귀결을 다음과 같이 말했다. "만약 신이 존재하지 않는다면, 적어도 한 존재는 스스로 어떤 개념으로든 정의를 내릴 수 있기도 전에 존재하는, 본질에 앞선 존재일 것이다.... 이 존재는 바로 사람이다." 이 무신론의 현실적인 결론을 사르트르는 '연역적인 규칙' 혹은 인간의 행동을 지배하기 위해 적용될 수 있는 절대적 가치는 없으며, 그것은 인간들을 스스로 자신이 한 모든 것을 책임을 지는 사람으로 만들기 위해 고안하도록 만든다라는 의미로 묘사하였다.
학자 리아논 골드소프는 사르트르의 몇 구절을 "가장 완고한 회의론자의 상상력과 감성에게 여전히 자양분이 되어주는 고대 신앙들로의 기독교적 무신론의 침투"라고 시사했다. 스티븐 프리스트는 사르트르의 시각을 "무신론적 형이상학"으로 묘사하였다. 사르트르 번역가인 헤이즐 반즈는 "사르트르가 거부한 신은 우주의 기원으로 추정할 수 있는 알려지지 않은 X와 같은 어떤 애매한 힘이 아니라 선에 대한 인간의 탐구를 상징화한 발상 혹은 신화이다. 이는 구체적으로 말하면 스콜라 철학의 신이거나 적어도 어떤 독특하고 전능하고 절대적이며 창조주인 신의 개념이다."라고 저술하였다.

## 역사
무신론(Atheism)이라는 단어는 16세기 프랑스에서 처음으로 사용되기 시작하였으나, 그 사상적 기반은 기록상 베다 시대와 서양의 고전 시대부터 시작되었다.

### 고대 인도
고대 인도에는 베다 시대 종교가 번성했을 때부터 무신론적 학파들이 존재했던 것으로 보인다. 육파철학 중 가장 오래된 학파인 삼키아 학파는 신의 존재를 받아들이지 않았으며, 미맘사 학파 또한 신의 개념을 부정했다. 기원전 6세기 인도에서 발생한, 회의주의적 유물론에 속해는 차르바카파는 그리스의 키레네 학파의 경우와 마찬가지로 인도에서 가장 명시적인 무신론적 철학 학파였을 것으로 추정된다. 이 분파는 베다서를 거부하여 힌두교에서 이단으로 분류되었으나, 힌두교 철학에서 유물론 운동이 존재했다는 증거이다. 샤터지와 다타는 차르바카파 철학에 대해 알려진 것은 대부분 다른 학파의 비판적 시각이 담긴 것들이라 매우 단편적이며 제한적이라고 하였다.

"유물론은 다른 혹은 일부의 형태로 늘 인도에서 존재했으며, 이따금 베다서나 서사시, 불교 서적, 다른 학파의 철학 서적에서도 찾아볼 수 있다. 다른 학파들의 이런 서적들은 거의 모두가 유물론을 반박하기 위한 것들이며, 인도의 유물론에 대한 우리의 지식은 대부분 이것들을 기반으로 한다."

다른 인도 철학에서도 삼키아나 미맘사 학파의 무신론적 관점을 존중하였다. 인도의 자이나교와 불교에서도 인격적 신의 존재는 거부되었다.

### 고대 그리스

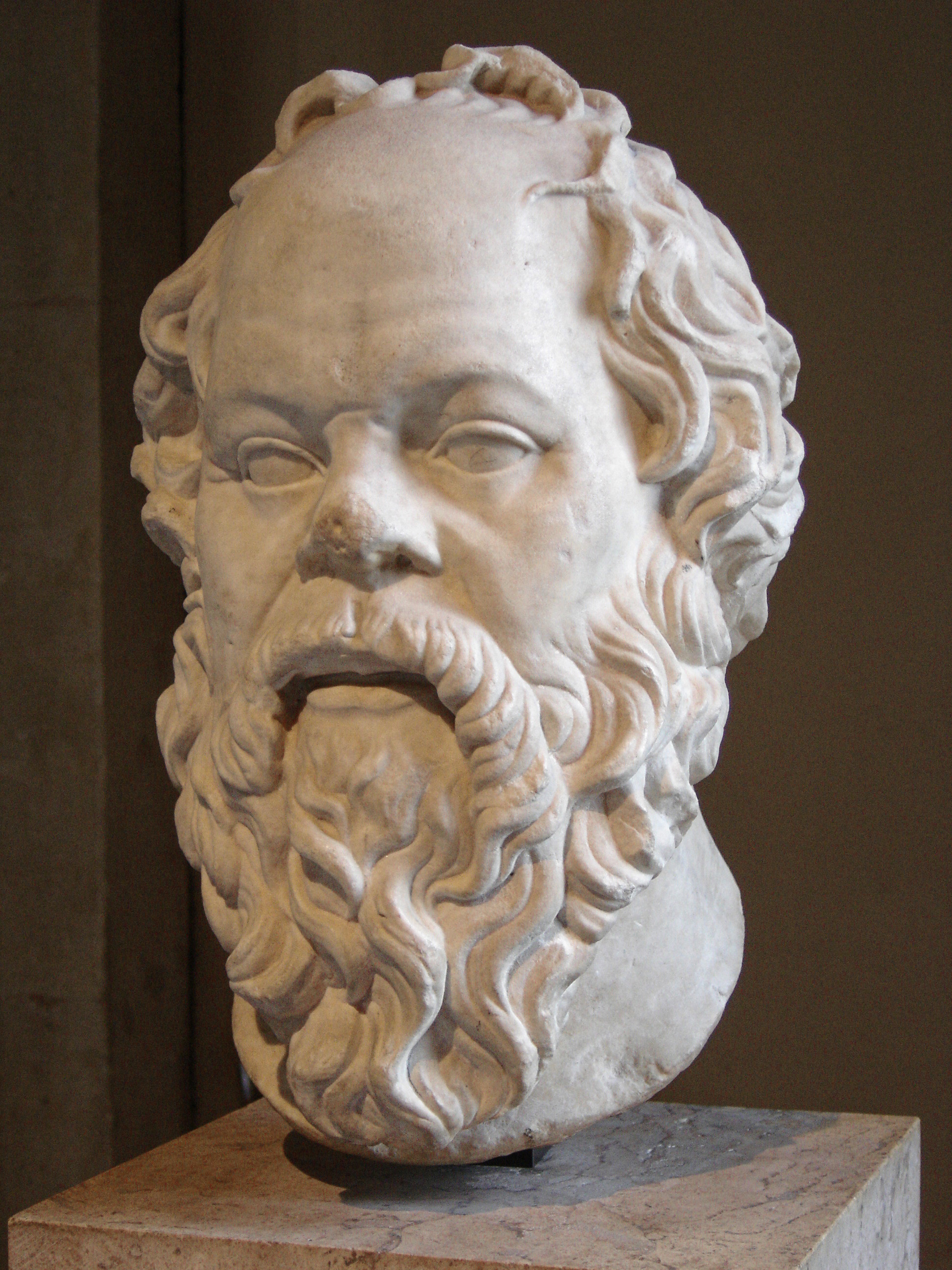
소크라테스(사진)는 멜레토스에 의해 신을 믿지 않는다는 이유로 기소되었다.

서양의 무신론은 소크라테스 이전의 고대 그리스 철학으로 거슬러올라가지만, 현대적 의미의 무신론은 계몽시대에 이르러야 등장한다. 기원전 5세기 그리스 철학자 멜로스의 디아고라스는 역사에 등장하는 최초의 무신론자로 알려져있다. 또한 그의 이론과 주장은 마르쿠스 툴리우스 키케로가 자신의 저서 《신의 본질에 관하여》에서 인용되기도 하였다. 데모크리토스와 같은 원소론자들은 이 세계를 순수한 유물론 방식으로 설명하고자 하였으며, 영적이거나 신비한 존재들을 거부하였다. 크리티아스는 종교를 인간을 겁주어 질서를 강요하기 위한 발명품으로 보았고 프로디코스는 자신의 저서에서 무신론적인 입장을 확고히 하였다. 필로데모스는 프로디코스가 "대중 종교의 신들은 실제로 존재하지도 않으며 그들이 지구의 과일과 눈에 보이는 것들이 신이 존재하는 증거라고 믿는 미개한 사람들임을 알지도 못한다."라고 말했다고 전한다. 프로타고라스는 무신론에 가까운 불가지론적인 태도를 보였는데, "추측하건데, 신들이 존재하던 안하던 그들이 형태를 가지고 있던 아니던 나는 그들을 발견할 수 없다. 난해하며 사람의 인생도 짧기에 이를 알기 위한 많은 지식을 얻기 힘들다."라 하였다. 기원전 3세기의 그리스 철학자 테오도루스와 스트라톤 또한 신의 존재를 믿지 않았다.

## 인구 통계

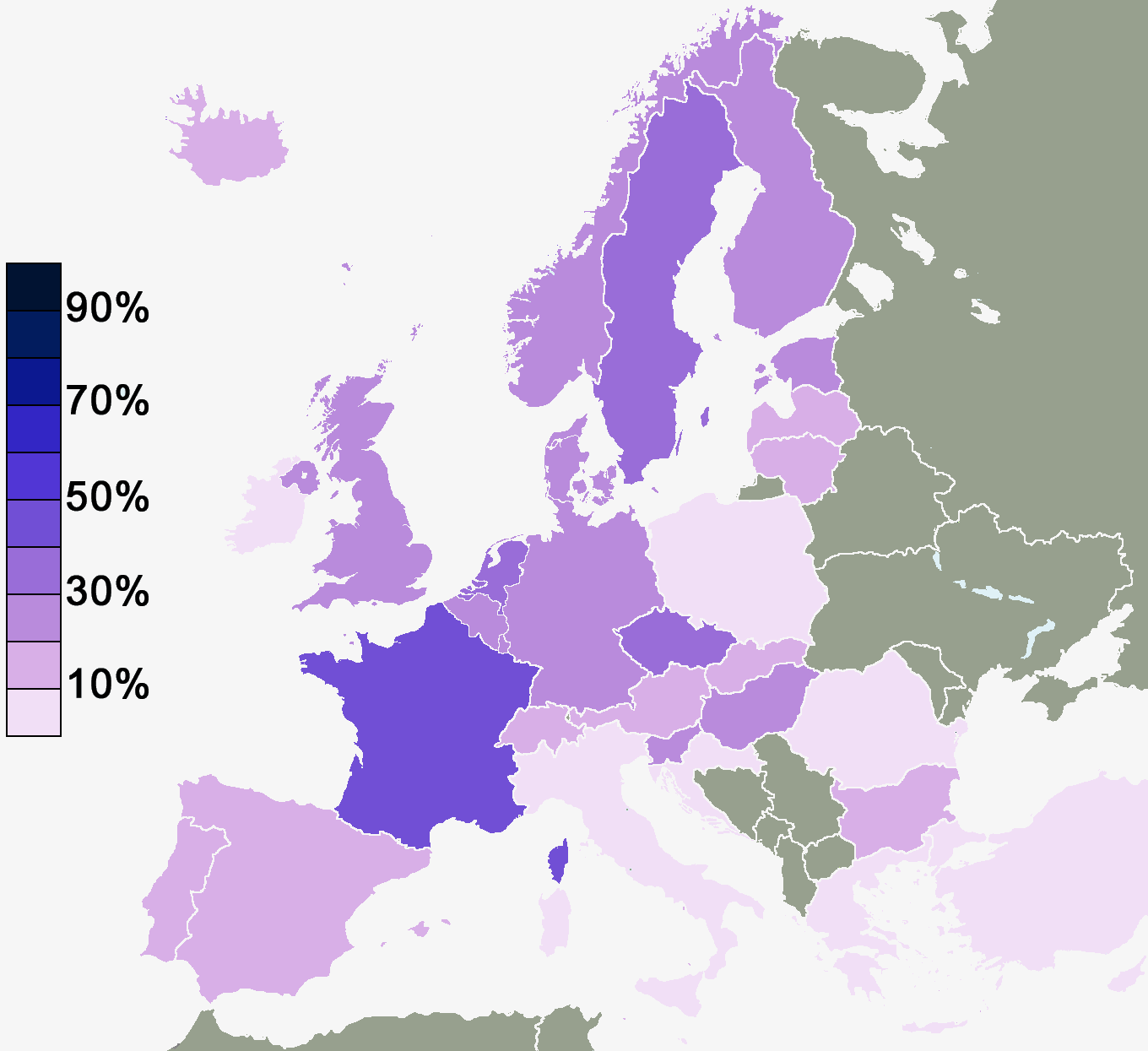
"나는 영혼이나 신 또는 그러한 존재를 믿지 않는다."라고 답변한 유럽 국가 국민들의 비율(2010년)

전 세계 무신론자들의 수를 정확히 통계내는 것은 어려운 일이다. '무신론'은 명확히 정의내리기 어려운 특징이 존재하며, 가령 힌두교의 무신론자들은 힌두교 신자와 순수 무신론자에 동시에 해당하므로 구분하기 쉽지 않은 것과 같이, '무신론'과 '무교', '무신교' 차이점이 모호하기 때문이다. 2005년 출판된 브리태니커 백과사전에 의하면, 전 세계 인구 중 11.9%가 무교자이며 약 2.3%가 무신론자라고 한다. 이 통계는 불교와 같이 무신론적 종교를 포함하지 않은 수치이다.
2006년 11월과 12월 파이낸셜 타임즈에서 미국과 다섯 유럽 국가들을 상대로 무신론자에 대한 설문조사를 하였다. 미국이 가장 낮은 6%의 무신론자 비율을 보였고 유럽 국가들에서는 이탈리아(7%), 스페인(11%), 영국(17%), 독일(20%), 프랑스(32%)순으로 높아졌다.
유럽 연합의 유사한 공식 조사에 따르면 유럽 연합 국가 전체 국민들 중 18%가 신을 믿지 않는다고 나타났다. 조사 내의 다른 연구 결과들에 의하면 무신론자와 불가지론자, 무교자들의 비율이 낮은 국가로는 폴란드와 루마니아, 키프로스가, 높은 국가로는 스웨덴(85%)과 덴마크(80%), 노르웨이(72%), 핀란드(60%) 순으로 나타났다. 오스트레일리아 연방 통계국 또한 비슷한 조사를 하였는데, 19%가 무신론자가 포함된 무교자라고 응답하였다. 일본에서는 64~65%의 일본인들이 무신론자, 불가지론자, 무교자이다. 대한민국에서는 응답자 중 30%에서 52%가 무교자, 무신론자 또는 불가지론자인 것으로 나타났다.

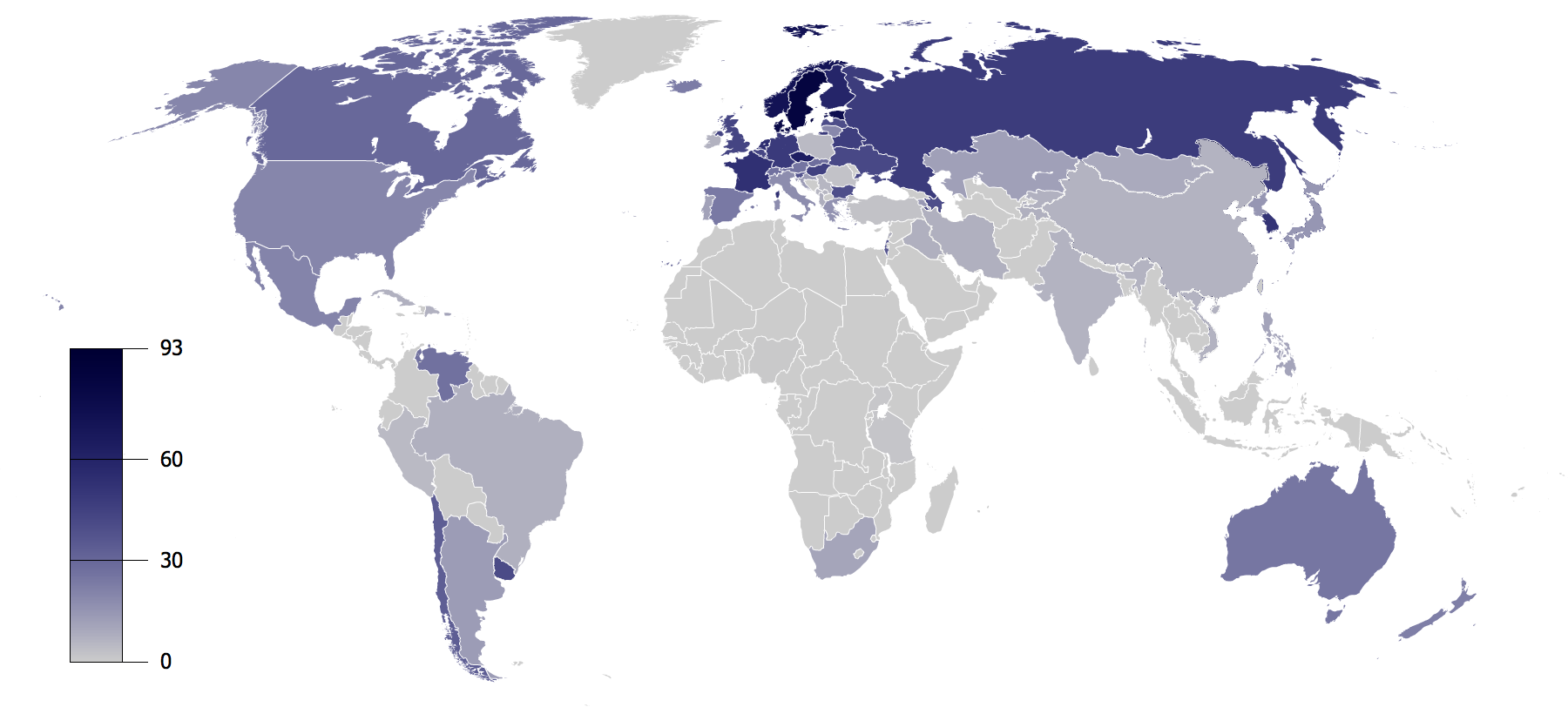
전 세계 무신론자와 불가지론자의 비율

유럽 연합의 설문 조사 결과는 또한 유럽 시민들 중 고학력자일수록 무신론자가 많아진다는 것을 보여준다. 다른 연구 결과들 또한 학력과 무신론자 비율에 관한 비례적 상관관계를 나타낸다. 과학 논문 잡지 네이처는 1998년 설문조사를 인용하여 미국의 국립 과학 아카데미 회원 중 인격적인 신이나 사후세계를 믿는다고 응답한 사람은 7.0%에 불과했다고 발표하였다. 반면, 일반 미국 국민들 중 인격적 신을 믿는다는 사람은 85%에 달했다. 같은 해 매사추세츠 공과대학교의 프랑크 설로웨이와 캘리포니아 주립 대학교의 마이클 셔머는 논문을 통해 미국 내 '적법한' 성인(박사 학위 소지자 12%, 대학교 졸업자 62% 표본)중 64%가 신의 존재를 믿는다는 것을 발표하였으며, 학력과 무신론 여부에 상관관계가 있음을 밝혀내었다. 신앙심과 지적 능력 사이의 반비례적 상관관계는 1927년부터 2002년까지 39건의 연구를 통하여 밝혀졌다. 이러한 결과들은 1958년 옥스퍼드 대학교의 마이클 아가일 교수의 통계적 메타 분석을 통하여 널리 받아들여졌다. 그러나 종교적 관념에 영향을 미칠 수 있는 가정 환경이나 사회적 지위 등 다른 요인들을 함께 고려하지는 않았다.

## 무신론과 종교

### 무신론과 무교

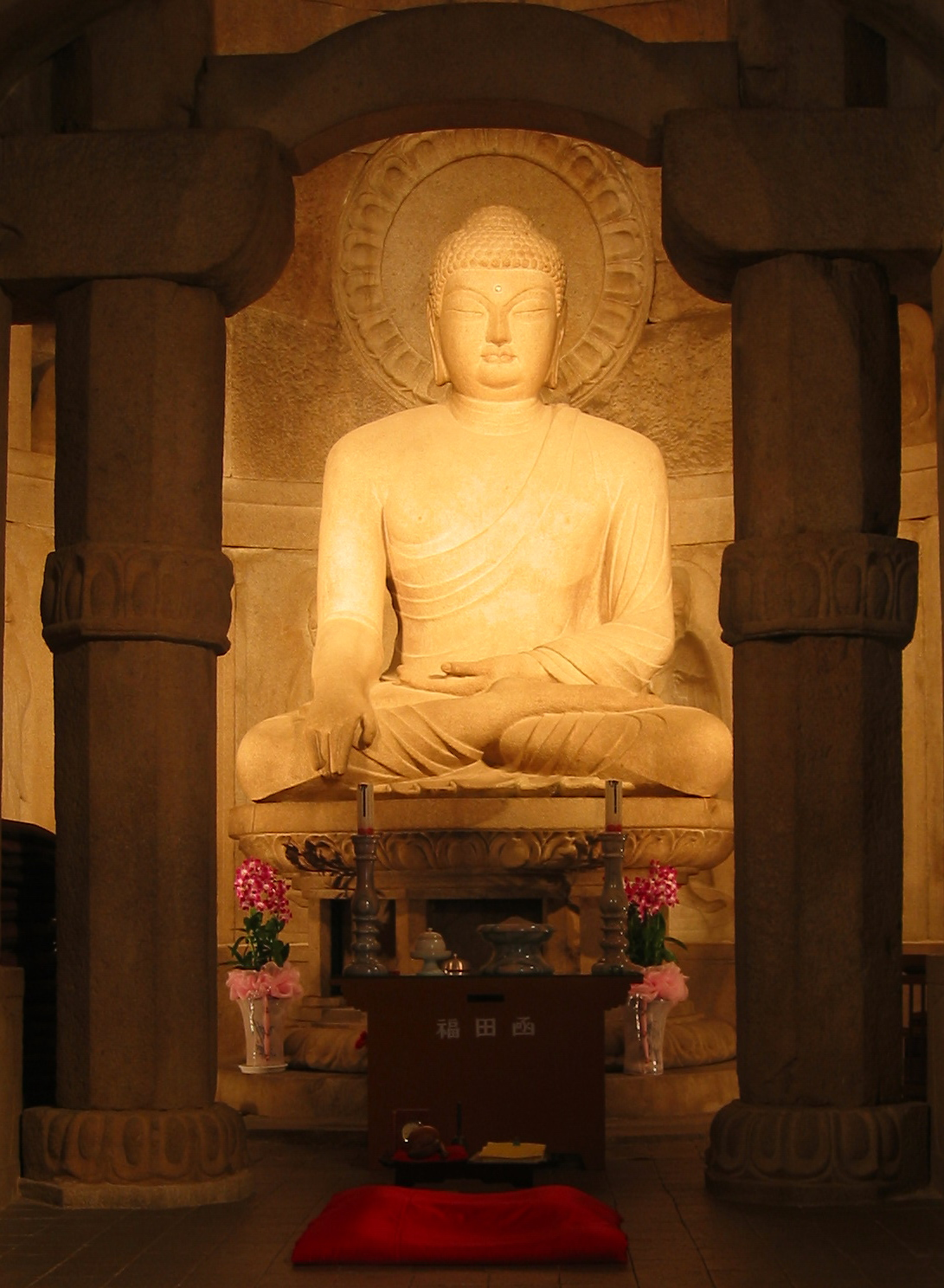
불교는 조물주가 없는 이유로 주로 무신론적 종교로 분류된다.

스스로를 무신론자로 인식하는 사람들은 주로 무교적 성향을 띤다. 그러나 주요 종교의 몇몇 분파 또한 교리를 통하여 인격적이거나 창조력을 지닌 신의 존재를 배재한다. 근래에는 무신론적이고 인본주의적인 유대인 나 무신론적인 기독교인과 같은 공공연한 무신론자 신자들을 몇몇 종교들이 사역하기도 한다.
긍정적 무신론은 특정 신에 대한 명확한 신앙을 포함하지 않지만, 모든 영적 존재에 대한 불신을 의미하는 것은 아니다. 그렇기 때문에 몇몇 무신론자들은 도덕적 보편주의나 인본주의의 범위 안에 존재하며, 모든 인류와 도덕적 허무주의에 일관적으로 적용되는 영적 존재를 믿기도 한다.

### 종교와 윤리
잘못된 것을 올바르게 결정하도록 돕는 것이 신의 역할이라면 이는 불필요하거나 자의적인 것이라는 플라톤의 딜레마가 철학적 공리이기는 하지만 인간의 도덕성이 신으로부터 비롯되었다는 주장이나 도덕성은 현명한 신 없이는 존재할 수 없다는 주장은 정치적, 철학적 논쟁의 집요한 주제가 되었다.
'살인은 잘못된 것이다.'와 같은 도덕적 관행이 신이 내려준 법규로 여겨진다는 관점에 대해 많은 무신론자들은 해당 주장이 유추의 오류라고 지적한다. 또한 도덕적 관행은 실제 다른 세속세계의 법과 마찬가지로 그 법규을 만든 인격과는 아무런 관계가 없다고 주장한다.
리처드 도킨스같은 진화 생물학자들은, 윤리가 어떻게 발생했는지 진화적으로 안정된 전략을 통해 설명하고 있다. 동물 세계에서 동종끼리 경쟁을 할 때는 대부분 서로 죽일 때까지 싸우지 않고 겁을 주거나 가벼운 싸움으로 승패를 가른다. 원숭이들은 동료끼리 이를 잡아 주고, 박쥐는 먹이를 먹지 못한 동료에게 자기 먹이를 나누어 준다. 진화 심리학자들은 이런 행위를 하는 개체들이, 그렇지 않은 개체보다 생존에 유리하기 때문에 더 많이 살아 남게 되고, 이런 행위가 집단에 널리 퍼지게 되었고, 인간 세계에서는 윤리로 발전했다고 생각한다.

## 비판

### 무신론의 교조화
로버트 라이트는 조직적 무신론이 대중들에게 특정 생각을 강요하는 것은 역사상 많은 종교가 강압적으로 사람들을 개종 시킨 것과 다르지 않다고 본다. 종교를 오늘날의 모든 문제의 근본 원인으로 생각하는 것은 비생산적이라는 것이다.

### 종교의 유용성
조던 피터슨은 종교의 과학적 입증과는 별개로 기독교는 서구 문명의 운영체제와도 같은 핵심 토대이며, 종교를 제거하는 것은 문명 유지의 관점에서 위험하다고 주장하였다.

## 같이 보기
| - 무종교 - Adevism - 배교 - 무신론적 실존주의 - 무신론적 여성주의 - 브라이트 운동 | - 무목적론 - 경험론 - 나라별 무교 - 유대교적 무신론 - 세속주의 단체 목록 | - 아웃 캠페인 - 세속주의 종교 - 빈 서판 이론 - 부와 종교의 상관관계 |

## 참고 자료
한국어 자료
- 하버, 다니엘 (2002). 《지성인을 위한 무신론》. 이제이 북스. ISBN 89-5644-011-5.
- 도킨스, 리처드 (2007). 《만들어진 신》. 김영사. ISBN 9788934926184.

비한국어 자료
- Berman, David (1990). A History of Atheism in Britain: From Hobbes to Russell. London: Routledge. ISBN 0-415-04727-7.
- Buckley, M. J. (1990). At the Origins of Modern Atheism. New Haven, CT: Yale University Press. ISBN 0300048971.
- Dawkins, Richard (2006). The God Delusion. Bantam Press. ISBN 0593055489.
- Flew, Antony (2005). God and Philosophy. Prometheus Books. ISBN 1591023300.
- Tom Flynn, 편집. (2007). The New Encyclopedia of Unbelief. Buffalo, NY: Prometheus Books. ISBN 1-59102-391-2.
- Gaskin, J.C.A., 편집. (1989). Varieties of Unbelief: From Epicurus to Sartre. New York: Macmillan. ISBN 0-02-340681-X.
- Germani, Alan (2008년 9월 15일). “The Mystical Ethics of the New Atheists”. The Objective Standard (Glen Allen Press) 3 (3). 2011년 4월 28일에 원본 문서에서 보존된 문서. 2008년 9월 15일에 확인함.
- Harbour, Daniel (2003). An Intelligent Person's Guide to Atheism. London: Duckworth. ISBN 0-7156-3229-9.
- Harris, Sam (2006). Letter to a Christian Nation. Knopf. ISBN 978-0307265777.
- Harris, Sam (2007년 10월 2일). “The Problem with Atheism”. 《워싱턴 포스트》. 2011년 5월 24일에 원본 문서에서 보존된 문서. 2010년 6월 18일에 확인함.
- Hitchens, Christopher (2007). God Is Not Great: How Religion Poisons Everything. Twelve. ISBN 978-0446579803.
- Jacoby, Susan (2004). Freethinkers: A History of American Secularism. Metropolitan Books. ISBN 978-0805074420.
- Krueger, D. E. (1998). What is Atheism?: A Short Introduction. New York: Prometheus. ISBN 1-57392-214-5.
- Le Poidevin, R. (1996). Arguing for Atheism: An Introduction to the Philosophy of Religion. London: Routledge. ISBN 0-415-09338-4.
- Mackie, J. L. (1982). The Miracle of Theism: Arguments For and Against the Existence of God. Oxford: Oxford University Press. ISBN 019824682X.
- Maritain, Jacques (1953). The Range of Reason. London: Geoffrey Bles. ISBN B0007DKP00. 2013년 4월 7일에 원본 문서에서 보존된 문서. 2013년 4월 15일에 확인함.
- Martin, Michael (1990). Atheism: A Philosophical Justification. Philadelphia, PA: Temple University Press. ISBN 0-87722-943-0.
- Michael Martin & Ricki Monnier, 편집. (2003). The Impossibility of God. Buffalo, NY: Prometheus Books. ISBN 1-59102-120-0.
- Michael Martin & Ricki Monnier, 편집. (2006). The Improbability of God. Buffalo, NY: Prometheus Books. ISBN 1-59102-381-5.
- McTaggart, John; McTaggart, Ellis (1930). Some Dogmas of Religion New판. London: Edward Arnold & Co. ISBN 0-548-14955-0.
- Nielsen, Kai (1985). Philosophy and Atheism. New York: Prometheus. ISBN 0-87975-289-0.
- Nielsen, Kai (2001). Naturalism and Religion. New York: Prometheus. ISBN 1573928534.
- Oppy, Graham (2006). Arguing about Gods. Cambridge University Press. ISBN 0521863864.
- Robinson, Richard (1964). An Atheist's Values. Oxford: Clarendon Press. ISBN 0198241917. 2011년 4월 25일에 원본 문서에서 보존된 문서. 2011년 4월 9일에 확인함.
- Russell, Paul (2005년 10월 4일). “Hume on Religion”.   Edward N. Zalta. Stanford Encyclopedia of Philosophy Winter 2008판. Metaphysics Research Lab. 2010년 6월 18일에 확인함.
- Sharpe, R.A. (1997). The Moral Case Against Religious Belief. London: SCM Press. ISBN 0-334-02680-6.
- Stenger, Victor J. (2007). God: The Failed Hypothesis. How Science Shows that God Does Not Exist. Amherst, NY: Prometheus. ISBN 1-59102-481-1
- Thrower, James (1971). A Short History of Western Atheism. London: Pemberton. ISBN 0-301-71101-1.